# Triangolo (araldica)
In araldica il triangolo simboleggia uguaglianza e perfezione divina. Se i tre vertici toccano i lati dello scudo, il triangolo è detto confinante. Può comparire anche vuoto, cioè costituito solo da una sottile striscia che lascia vedere il colore del campo. Il triangolo è detto incurvato quando lo sono i suoi lati.

Di verde, a tre triangoli male ordinati d'argento (stemma di Andebu, Norvegia)
D’azzurro al triangolo d'argento confinante, con la punta inchiavata su ambo i lati, all'aquila bicipite di nero, nimbata d'oro (Martello)
D'azzurro, alla fascia ondata d'argento caricata da un triangolo di rosso, accompagnata da tre spronelle d'oro (Champey-sur-Moselle, Francia)
Troncato ondato: il 1° d'azzurro, al triangolo d'oro; il 2° d'oro, alla stella d'azzurro (Härnösand, Svezia, stemma in uso fino al 1976)
D'oro, al triangolo di rosso, accompagnato da tre crescenti montanti d'azzurro (famiglia de Treves della Lorena, Francia)
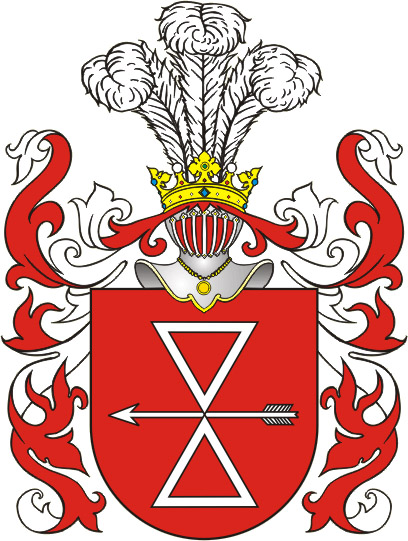
Di rosso, alla freccia posta in fascia, con due triangoli vuoti appuntati in palo attraversanti sulla freccia, il tutto d'argento ("Aksak", stemma della nobiltà polacca)
Di rosso, al triangolo vuoto d'argento che racchiude una crocetta dello stesso (Bergholtzzell, Francia)
D'azzurro al triangolo confinante d'oro (Naturno)
Di verde, al triangolo incurvato confinante d'argento (Campo di Trens)